# Inge Røpke
Inge Røpke er en dansk professor i økologisk økonomi ved Institut for Planlægning på Aalborg Universitet.

## Uddannelse
Inge Røpke blev i 1981 cand.polit. fra Københavns Universitet. I 2006 opnåede hun sin ph.d.-grad i samfundsvidenskab fra Roskilde Universitet.

## Karriere
I 2012 blev Inge Røpke den første professor i økologisk økonomi i Danmark, da hun blev ansat som professor MSO ved Aalborg Universitet i København. I januar 2020 gik Røpke fra sin position som professor MSO til at være fuld professor på Aalborg Universitet.
Inge Røpkes forskningsområde var oprindeligt hovedsageligt økonomiske kriseteorier og innovationsøkonomi med empirisk fokus på værftsindustrien. I slutningen af 1980’erne skiftede hun fokus til miljøområdet og tilsluttede sig snart det nyligt institutionaliserede felt økologisk økonomi. Røpke har arbejdet med forskellige felter inden for økologisk økonomi, f.eks. handel, økonomisk vækst, teknologisk forandring og forbrug. Hun har publiceret en række forskningsartikler, som både afdækker den økologiske økonomis historie og dens aktuelle udvikling, som har taget fart efter finanskrisen. Røpke har været involveret i flere store forskningsprojekter, herunder det EU-finansierede projekt, RESPONDER.
Sammen med kolleger har Inge Røpke skrevet frit tilgængeligt undervisningsmateriale, der introducerer økologisk økonomi på dansk og engelsk.
Inge Røpke har modtaget to internationale priser for sit arbejde inden for økologisk økonomi:
- The Nicholas Georgescu-Roegen Award for Unconventional Thinking 2014[6]
- The Kenneth E. Boulding Memorial Award, The International Society for Ecological Economics 2018[8]